# Ertar

Ertar je sci-fi projekt zabývající se alternativní realitou. Popisuje pokročilou zemi, především vědecky a technologicky v předstihu před sousedními státy a naší realitou. Hledá kořeny a důsledky takového vývoje a snaží se pokud možno zábavnou formou prezentovat jevy vzniklé vazbami na prvoplánový pozitivní vědeckotechnický pokrok.
Byl vytvořen skupinou nadšenců pro sci-fi vedenou Daliborem Čápem. Téma vzniklo při práci na neoficiálním fanzinu Světelné roky (založeno 1982), jehož hlavním posláním byla vzájemná informovanost o SF filmech, především o těch, které se někomu podařilo zhlédnout v zahraničí. Od roku 1985 se začala konat pravidelná setkání čtenářů fanzinu (READERCON). Po listopadu 1989 (Sametová revoluce) začaly být SF filmy v Československu dostupnější a klub se zaměřil na širší spektrum aktivit. Přestože filmový fanzin pokračuje i nadále, klub se soustřeďuje hlavně na vytváření komplexního obrazu paralelního světa Ertaru

. Každoročně se pořádají speciální setkání (ERCON) a novoroční oslavy (KVIDO), kde účastníci přidávají další kaménky do mozaiky tohoto paralelního světa.
Aktivity (ertologie) spočívají ve zprávách o jednotlivých stránkách paralelního světa Ertaru na planetě Ergea, které bývají často podloženy „přivezenými“ artefakty. Členové klubu se také účastňují jiných SF setkání a přiměřeně propagují ideu Ertaru. K čestným členům klubu patřil známý český spisovatel a písničkář Jaroslav Velinský, jehož písně se s jeho souhlasem používaly při „restauraci“ některých ertarských kulturních památek.

## Zeměpis a historie
Republika Ertar (rozloha 593 750 km2) se prostírá na západním pobřeží střední části kontinentu Táros v podobě téměř pravidelného obdélníku protáhlého směrem k severu. Obklíčena jest na severu pohořím Dunaris, z něhož vybíhají vrchy pásma Alkaratan a zasahují asi do třetiny území. Na jihu spadá krajina k moři, ke břehům Sargasového zálivu. V západní části odděluje čtvrtinu země řeka Diana, která je hlavním tokem oblasti. Druhou význačnou oblastí země je kraj kolem řeky Rio Quark.
Kmen Ertů podle pověstí přišel z jihu a usadil se v úrodné krajině kolem Sargasového zálivu v prvním tisíciletí př. n. l. Následovala Doba knížat (2. až 3. století n. l.), Doba králů (4. až 7. stol.), Doba cizí vlády (7. až 9. stol.) a Nová doba královská (13. až 17. stol.). Moderní dějiny začínají v roce 1698 ustanovením parlamentu.

## Obyvatelstvo a politické zřízení
Celkem  10 186 300 obyvatel /údaj k 30.12.1987/. Národnostní složení: (%) Ertové 86, Tulánci 8, Tegové 1, ostatní 3.
Ertar je republikou v čele s Koordinátorem, má 8 krajů, které se dále dělí celkem na 47 okresů.

## Věda a kultura
Fyzikální jednotky 
V Ertaru se důsledně používá desetinný systém pro měření času. Den má 10 sekcí dělených na 100 period. Každá z period má 100 pulsů (1 puls = cca 0,8 sec.) Základní délková jednotka 1 yankabal odpovídá přibližně 1 anglickému yardu.
Hudba 
Ertská hudba je námi vnímána jako velmi výrazná až agresivní. Fanoušci techna a někteří rockeři s tímto názorem nesouhlasí.
Architektura 
Středověké a moderní ekologické stavby využívají tradiční tzv. okapový styl. Jde o střechy se spádem doprostřed, kde se dešťová voda jímá a svádí dolů do stavby jako voda užitková. Vzhledem k přímořskému podnebí s hojnými a pravidelnými srážkami jde o praktické řešení, které se opět začíná prosazovat.
Film 
Historie filmu začala v Ertaru před více než sto lety barevnými filmy a pokračuje v současné době zážitkovými kiny. V archivech lze najít několik černobílých filmů natočených jako experimenty pro zdůraznění uměleckého záměru autora.
Pohraniční styk 
Republika Ertar udržuje se sousedními státy dobré vztahy. Kromě pohraničních přechodů zavedla i zvláštní režim na Sargasové dálnici, kde umožňuje tranzit vozidel mezi sousedními zeměmi bez celního řízení. Pohraniční styk se Zemí je kvantový. Jeho objem je z hospodářského hlediska zanedbatelný. Vzhledem k technickým potížím a častým zkreslením při přenosu jeho význam spočívá spíše v kulturní než v informační oblasti.

## Závěr
V posledních letech opět roste význam fanzinu Světelné roky. Na rozdíl od počátků fanzinu, kdy poskytoval necenzurované informace o nedostupných SF filmech, nabízí nyní spíše vedení při orientaci v záplavě dostupných SF filmů. V 06/2018 ukončilo svou činnost velvyslanectví Republiky Ertar v ČR. Zájemci o seznámení s historií, vědou a kulturou Ertaru mohou získat základní informace prostřednictvím webové stránky jeho příznivců - viz cestovní kancelář Erore (www.ertologove.cz).